# هيغاشيماتسوياما (سايتاما)
مدينة هيغاشيماتسوياما (بالإنجليزية: Higashimatsuyama)‏ هي أحد المدن التابعة لمحافظة سايتاما. تأسست رسميًا في 01/07/1954. ويقدر عدد سكانها بـ 90840 نسمة حسب تقدير مكتب الإحصاء الياباني لعام 2012. تبلغ مساحة هيغاشيماتسوياما 65.33 كم2. بكثافة سكانية تبلغ 1390 نسمة/كم2.

## أعلام
- تاكاكي كاجيتا
- توشيو ياماغوتشي